# 가지푸르구

방글라데시 가지푸르구

가지푸르구(벵골어: গাজীপুর জেলা)는 방글라데시 중부에 위치한 구로, 다카주의 일부이다. 면적은 1741.53km2이다. 이곳은 방글라데시의 초대 총리인 타주딘 아흐마드의 고향이며 역사를 통틀어 전투와 운동의 중요한 중심지였다. 가지푸르구는 비슈와 이제마의 본거지로, 매년 5백만 명 이상이 참석하는 세계에서 두 번째로 큰 무슬림 모임이다.

## 역사
오늘날 가지푸르구의 고대 도시인 돌사무드라는 불교 팔라 제국의 수도 중 하나였다. 6세기에 토케와 에크달라에 요새가 건설되었고, 무굴 제국까지 계속 사용되었다. 이 지역은 1045년에 트윈 폰드를 발굴한 카르나푸르와 같은 요새들이 더 많이 건설되면서 전략적인 지역으로 알려지게 되었다. 시나슈카니아는 찬달라의 수도였고 시슈팔은 오늘날의 스리푸르에 그의 수도를 가지고 있었다. 또 다른 요새는 1200년에 다르다리아에 지어졌다.
영국 식민지는 라니간지와 바르미에 인디고 공장을 지었다. 1971년 3월 19일 가지푸르구에서 방글라데시 독립 전쟁이 발발했다.

## 인구
2011년 방글라데시 인구 조사에 따르면 가지푸르구의 인구는 3,403,912명이며, 이 중 1,775,310명은 남성이고 1,628,602명은 여성이다. 농촌 인구는 236만 6,338명(69.52%), 도시 인구는 103만 7,574명(30.48%)이었다. 7세 이상 인구의 문맹률은 62.60%로 남성은 65.96%, 여성은 58.12%였다.

## 저명한 거주자
- 타주딘 아흐마드 - 방글라데시의 초대 총리

## 같이 보기
- 방글라데시의 구